# Zarzewie Prudnik
LKS Zarzewie Prudnik – wielosekcyjny klub sportowy z siedzibą w Prudniku, powstały w 1964. Obecnie klub posiada sekcje karate i szachów. W przeszłości istniały również sekcje kolarstwa, lekkoatletyki, piłki siatkowej, podnoszenia ciężarów, turystyki, akrobatyki na motorach, tenisa stołowego i sekcję motorową.
Ludowy Klub Sportowy Zarzewie Prudnik został założony na zebraniu sprawozdawczo-wyborczym 4 czerwca 1964. W 1989 wpadł w kryzys finansowy. Klub próbował z niego wybrnąć prowadząc działalność gospodarczą, np. świadczenie usług transportowych osinobusem oraz uruchomienie usług tapicerskich. Spłacał zaciągnięte w wyniku prowadzonej działalności długi poprzez częściową wyprzedaż posiadanego sprzętu po sekcjach akrobatyki sportowej i motorowej.

## Kolarstwo
W 1964 LKS Zarzewie Prudnik przejął wraz z zawodnikami i trenerem sekcję kolarską LZS Łąka Prudnicka. Wówczas w klubie występował m.in. Franciszek Surmiński.
W 1970 sekcja kolarska zrzeszała 34 zawodników. W latach 1971–1973 zrzeszała 36 zawodników. Pomimo sukcesów, sekcja kolarska miała problemy finansowe. W 1971 powstała sekcja kolarska przy Wojewódzkim Zrzeszeniu LZS w Opolu pod nazwą Zieloni Opole, później LKS Ziemia Opolska-Prudnik. W 1975 działalność sekcji kolarskiej Zarzewia Prudnik została zawieszona. Do LKS Ziemia Opolska przeszli czołowi zawodnicy Zarzewia Prudnik. W sezonach 1975-1976 występowali w nowym klubie jako grupa treningowa ZO Prudnik.
Sekcję kolarską Zarzewia Prudnik reaktywowano w styczniu 1977, a jej kierownikiem został Jan Gruszczyński. Zatrudniono instruktora Henryka Jagielskiego, którego społecznie wspierał Franciszek Surmiński. Sekcja zrzeszała 22 zawodników.
Po sezonie 1987 zarząd klubu przekazał wszystkich zawodników do LKS Ziemia Opolska. Od 1988 szkolono tylko młodzików. Klub miał problemy finansowe. W wyniku wypadku drogowego został rozbity samochód techniczny sekcji. Pozbawiło to możliwości wyjazdów zawodników na imprezy sportowe. Sekcja kolarska została zlikwidowana w 1990.

### Kolarze
Kolarze klubu w kadrze narodowej
- Stanisław Babula
- Bogdan Bezdzietny
- Marek Kuglin
- Kazimierz Kotliński
- Emil Łysek
- Kazimierz Mazepa
- Andrzej Orzechowski
- Dariusz Paściak
- Franciszek Surmiński
- Józef Surmiński
- Stanisław Szozda
- Jan Witkowski
- Andrzej Zając

### Trenerzy sekcji kolarskiej
- Franciszek Surmiński
- Jerzy Wiśniewski
- Jan Szozda
- Józef Paradowski
- Henryk Jagielski

## Lekkoatletyka
Sekcja lekkoatletyczna Zarzewia Prudnik rozpoczęła działalność w 1965 przy Technikum Rolniczym w Prudniku. Treningi sekcji prowadził Kazimierz Pałka, były koszykarz Pogoni Prudnik. W latach 1964–1970 zawodnicy uczestniczyli w rywalizacjach w powiecie prudnickim i województwie opolskim. W 1966 lekkoatleci Zarzewia wraz z reprezentacją województwa uczestniczyli w Centralnej Spartakiadze LZS w Poznaniu. Od sezonu 1966/1967 Zarzewie uczestniczyło w drużynowych mistrzostwach okręgu w Kluczborku, Głuchołazach i Krapkowicach. Na zawodach w Głuchołazach zawodnicy Zarzewia zajęli drugie miejsce.
Na Mistrzostwach Województwa Zrzeszenia LZS w Opolu w 1970 lekkoatleci Zarzewia Prudnik zdobyli tytuły mistrzowskie w czterech kategoriach i wicemistrzowskie w trzech. W latach 1970–1979 w sekcji lekkoatletycznej trenowało około 30 osób. W 1979, zgodnie z decyzją zarządu klubu, działalność sekcji lekkoatletycznej przy klubie Zarzewie Prudnik została zawieszona. Od tej pory działała w obrębie zajęć sportowych prowadzonych przez Szkołę Rolniczą.

## Szachy
W 1998 Zarzewie zajęło 26. miejsce na 54. Drużynowych Mistrzostwach Polski w Wiśle. W 2000 w Krynicy-Zdroju zajęło 18. miejsce. W 2002 w Wiśle zajęło 21. miejsce. W 2006 w Ustroniu zajęło 26. miejsce.
W 1995 w Raciborzu Zarzewie Prudnik w składzie: Z. Błaszczuk, K. Szcześniak, R. Tustanowski i K. Olszyński zajęło 9. miejsce na 3. Drużynowych Mistrzostwach Polski w Szachach Błyskawicznych. W 1998 w Kędzierzynie-Koźlu zajęło 6. miejsce, w 2001 w Brzegu Dolnym – 10. miejsce, w 2005 w Polanicy-Zdroju – 7. miejsce.
W 2003 w Jarnołtówku Kazimierz Olszyński z Zarzewia Prudnik zajął 2. miejsce na XIII Międzynarodowym Turnieju „O Puchar Gór Opawskich”, a Robert Tustanowski 2. miejsce na II Ogólnopolskim Turnieju Szachowym z okazji Święta Niepodległości. W 2003 Tustanowski zajął 3. miejsce na Międzynarodowym Turnieju w Grze P’15 w Kędzierzynie-Koźlu. W 2008 Mateusz Tustanowski zdobył 1. miejsce na XVII Międzynarodowym Gwiazdkowym Turnieju Szachowym Dzieci i Młodzieży w Olkuszu. Krzysztof Banasik zajął 34. miejsce na Indywidualnych Mistrzostwach Katowic w 2014.